# Prisca (imperatriz)
Prisca foi uma imperatriz-consorte romana, esposa do imperador Diocleciano. Nada se sabe sobre suas origens ou sua família. 

## História
Mesmo sendo cristãs (ou simpatizantes do cristianismo), Prisca e sua filha, Valéria, foram forçadas a realizar sacrifícios para os deuses romanos durante a grande perseguição de 303. 
Quando o imperador se retirou para a cidade de Espalato (Split, na Croácia), em 305, Prisca ficou com Valéria e seu genro, Galério, em Tessalônica. Quando ele faleceu, em 311, Licínio ficou encarregado de cuidar de Prisca e da filha. As duas, porém, fugiram e foram ao encontro de Maximino Daia, mas quando Valéria se recusou a casar-se com ele, ambas tiveram suas posses confiscadas e foram aprisionadas na Síria. Depois da morte de Maximino, Licínio mandou matar as duas.